# IIe siècle av. J.-C. en architecture
IIIe siècle av. J.-C. en architecture - IIe siècle av. J.-C. - Ier siècle av. J.-C. en architecture
Cet article concerne les événements concernant l'architecture qui se sont déroulés durant le IIe siècle av. J.-C.

## Réalisations
- Vers 200 av. J.-C. : reconstruction de la palestre d’Olympie[1]. Construction du Bouleutérion de Priène (salle du conseil) au début du siècle[2].

- Vers 180-150 av. J.-C. : transformation architecturale de Rome sous l’influence de Syracuse : construction de la basilique Porcia (184 av. J.-C.), de la basilique Æmilia (179 av. J.-C.), de la basilique Sempronia (169 av. J.-C.), de la basilique Opimia (après 150 av. J.-C.)[3]. Au début du siècle, le forum Boarium est réorganisé avec la construction de boutiques sous des portiques[4]. Les berges du Tibre au niveau du temple de Portunus, sont aménagées et remblayées[5]. Le pont Æmilius est construit et le portus Tiberinus et ses entrepôts sont entièrement réaménagés[6]. Une partie de la muraille Servienne est démantelée, notamment sur la zone du forum Boarium[7].
- Vers 180-160 av. J.-C. : construction du Grand autel de Pergame, avec le bas-relief de la Gigantomachie .
- Vers 180 av. J.-C. : en Jordanie, sous le règne de Séleucos IV (187-175 av. J.-C.), le dynaste Hyrcan commence à faire construire son palais de Tyros à Arak el-Emir[8].

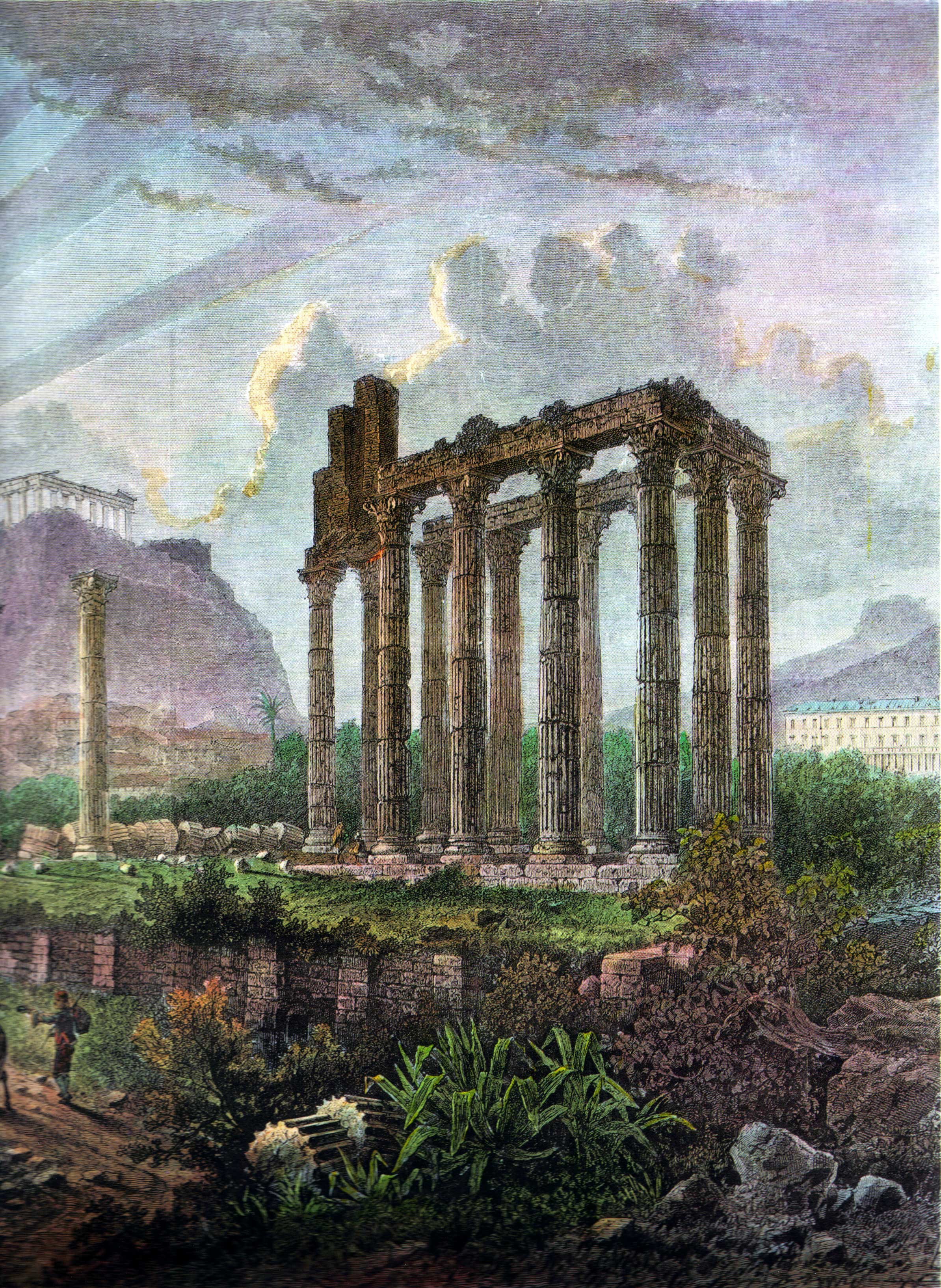
Ruines de l'Olympiéion d'Athènes vers 1870.

- 174 av. J.-C. : reprise des travaux de l’Olympieion d’Athènes grâce aux subsides fournis par Antiochos IV[9]. L’ordre corinthien est adopté pour la première fois dans un grand temple. Mais le chantier sera à nouveau interrompu et le temple colossal ne sera terminé que sous Hadrien.

- Vers 160 av. J.-C. : Caton, dans ses De agri cultura, décrit la fabrication de la chaux. Le mortier de chaux est utilisé à Rome avec des moellons de petite taille (Opus caementicium) pour construire les entrepôts du port de Rome et le porticus Æmilia, achevés en 174 av. J.-C.[10].

- Vers 150 av. J.-C. :

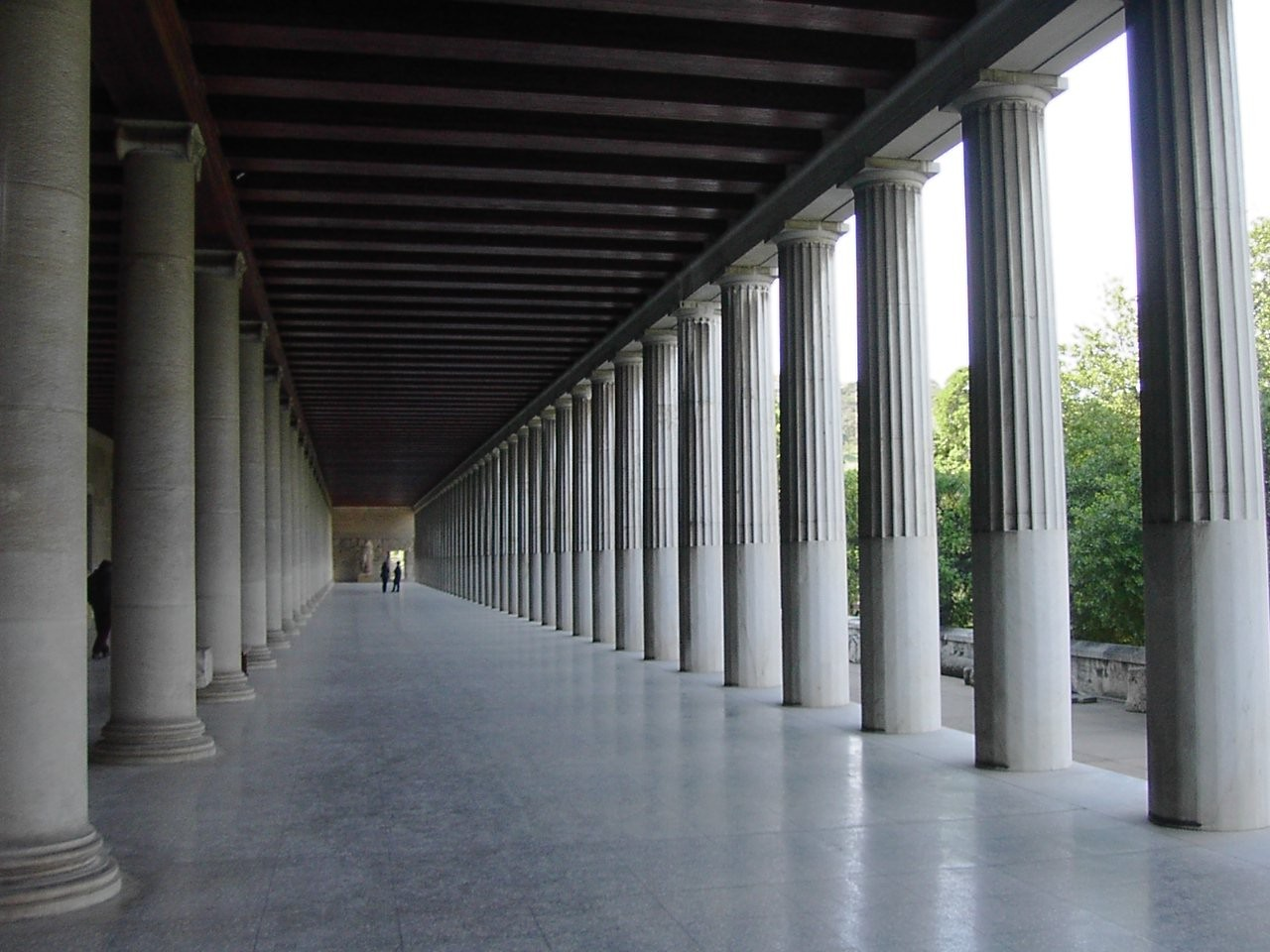
L'intérieur de la stoa d'Attale restaurée.

  - Attale II de Pergame, élève du philosophe Carnéade, fonde à Athènes le portique qui porte son nom : la stoa d'Attale[11].
  - transformation du théâtre de Priène.
- 146 av. J.-C. : reconstruction des temples de Jupiter Stator et de Junon Regina édifiés sur le Champ de Mars pour Quintus Caecilius Metellus Macedonicus par l’architecte grec de Salamine de Chypre Hermodoros (premiers temples de marbre connus à Rome)[12].
- Vers 140 av. J.-C. : le poète Antipater de Sidon dresse la liste des Sept Merveilles du monde.
- 133-132 av. J.-C. : D. Junius Brutus fait construire un temple de Mars sur le cirque Flaminius par l’architecte grec de Salamine de Chypre Hermodoros[13].
- 126-125 av. J.-C. : construction de l'agora de Théophrastos, dans l’île de Délos[14].
- 121 av. J.-C. : construction de la basilique Opimia à Rome[15].

- Construction des Stûpas de Bhârhut et de Sânchî en Inde à l’époque de la dynastie Shunga[16].